# Мажоритарная избирательная система
Мажоритарная избирательная система — система выборов в органы государственной власти и органы местного самоуправления (парламент, совет и так далее), при которой избранными считаются кандидаты, получившие большинство голосов избирателей в своём избирательном округе.

## История
До введения в 1919-1922 годах выборов по партийным спискам выборы по одномандатным округам существовали в Германии, Австрии, Италии, Дании, Норвегии, Нидерландах, Швейцарии и Румынии; несколько ранее переход на выборы по партийным спискам произошёл в Бельгии (1899 год) и Швеции (1909 год).

## Разновидности

### По методике определения победителя
Существуют три разновидности мажоритарной системы: абсолютного, относительного и квалифицированного большинства.
1. На выборах по системе абсолютного большинства избранным признаётся кандидат, собравший абсолютное большинство голосов — более 50 % голосов избирателей. В случае, если ни один из кандидатов не получил абсолютного большинства, организуется второй тур, в который обычно выходят два кандидата, собравшие наибольшее количество голосов. Получивший абсолютное большинство во втором туре считается победителем. Такая система, в частности, используется на выборах депутатов всех уровней во Франции, а также на президентских выборах в большинстве стран, где эти выборы являются всенародными (в том числе России, Украине, Финляндии, Польше, Чехии, Литве).
2. На выборах по мажоритарной системе относительного большинства кандидату для победы достаточно набрать больше голосов, чем кому-либо из конкурентов, и необязательно больше половины. Такая система используется в настоящее время в Великобритании, Японии, США на выборах членов Конгресса, в России на выборах депутатов Госдумы (половина мест) и др. По мажоритарному принципу были избраны все народные депутаты Съезда народных депутатов и Верховного Совета РСФСР в 1990 году. Мажоритарная избирательная система относительного большинства чаще всего применяется в одномандатных избирательных округах. В англоязычных странах название этой системы — система «первого, который считается избранным» или «первого, оказавшегося избранным» (first past the post)[2]. К мажоритарным выборам по многомандатным округам относятся выборы президента США, когда избирается Коллегия выборщиков. Избиратели голосуют за списки выборщиков, представленные разными партиями, многомандатным округом в данном случае является отдельный штат с количеством мандатов пропорциональным населению. Разновидность системы относительного большинства — блоковая система, когда избиратель из наделённого «блока» голосов по одному передаёт каждому из кандидатов. В случае, если у избирателя количество голосов равно количеству мандатов, замещаемых в многомандатном округе, то это блоковая система неограниченного вотума. Если количество голосов меньше числа мандатов — блоковая система ограниченного вотума[3]. В предельном случае гражданину может быть предоставлена возможность голосования только за одного кандидата — система одного (или единственного) непередаваемого голоса[4].
3. При системе квалифицированного большинства будущему победителю необходимо набрать заранее установленное большинство, которое выше половины — 2/3, 3/4 и т. д. Обычно применяется при решении конституционных вопросов.

### По типу избирательных округов
- Выборы по одномандатным избирательным округам (Германия до 1919 года, Франция и т.д.)
- Выборы по многомандатным избирательным округам (Швейцария до 1919 года, Бельгия до 1893 года, Нидерланды до 1918 года, коллегия выборщиков США и т. д.)[5]

### По типу второго тура
- Свободный второй тур (Франция, Швейцария до 1919 года)
- Ограниченный второй тур (Германия до 1919 года, Бельгия до 1893 года, Нидерланды до 1918 года)[5]

## Преимущества
- Мажоритарная система универсальна: с её использованием можно проводить выборы как отдельных представителей (президент, губернатор, мэр), так и коллективных органов государственной власти или местного самоуправления (парламент страны, муниципалитет города).
- Поскольку при мажоритарной системе выдвигаются и конкурируют между собой отдельные лица-кандидаты, избиратель принимает решение, основываясь на личных качествах кандидата, а не его партийной принадлежности.
- Мажоритарная система позволяет небольшим партиям и беспартийным кандидатам реально участвовать и побеждать на выборах.
- Мандат, выданный избирателями конкретному кандидату, делает его более независимым от партийной машины; источником власти становятся избиратели, а не партийные структуры.

## Недостатки
- Представительство наиболее мощной партии в парламенте выше, чем действительный процент избирателей, которые их поддерживают.
  - В частности, разбросанные по стране меньшинства не могут добиться большинства в каждом отдельно взятом округе. Чтобы избрать своего представителя в парламент, требуется компактное проживание.
- Избиратели, чтобы их голос «не ушёл впустую», голосуют не за того, кто им нравится, а за наиболее приемлемого из двух лидеров.
  - То есть мажоритарная избирательная система, согласно закону Дюверже, в конце концов приводит к формированию двухпартийной системы.
- Предпосылки к таким нарушениям, как подкуп избирателей и джерримендеринг.
- Результат выборов в значительной степени определяется финансовыми возможностями конкретного кандидата, что делает его зависимым от небольшого числа доноров.
  - Это позволяет побеждать на выборах представителям теневой экономики, криминальных структур.